# (36626) 2000 QN160
2000 QN160 (asteroide 36626) é um asteroide da cintura principal. Possui uma excentricidade de 0.14013930 e uma inclinação de 6.27956º.
Este asteroide foi descoberto no dia 31 de agosto de 2000 por LINEAR em Socorro.